# Jammerbugt
Jammerbugt er et dansk farvand, der er en del af Skagerrak.
Farvandet afgrænses af en bueformet 100 km lang kyststrækning mellem Hirtshals, Løkken og Bulbjerg og forlænges mod Hanstholm af Vigsø Bugt.
Særligt omkring Lønstrup nedbrydes kyststrækningen. Der er derfor etableret kystsikring, men dette forhindrer ikke nedbrydningen. Syd før Løkken og ved Svinkløv er kyststrækningen stabil eller sågar i vækst. Der er en del fiskeri i bugten, og havnene i Hirtshals, Thorup Strand og Hanstholm er vigtige fiskerihavne/kystlandingspladser.
I 2007 lagde bugten navn til Jammerbugt Kommune, der dækker en stor del af området.
Under en forundersøgelse af Jammerbugten, som et led af projekt "Jammerbugt i balance" ledet af fotograf Klaus Thymann, blev der fundet blødkoraller (dødningehånd), stenrev og en stor artsrigdom.
- Strandhuse i nærheden af Blokhus
- Jammerbugt
- Jammerbugt